# Kazachstan na Letnich Igrzyskach Olimpijskich 2020
Kazachstan na Letnich Igrzyskach Olimpijskich 2020 reprezentowało 97 zawodników : 64 mężczyzn i 33  kobiety. Był to 7 start reprezentacji Kazachstanu na letnich igrzyskach olimpijskich.

## Zdobyte medale[3]
| Medal | Zawodnik              | Dyscyplina           | Konkurencja                       | Rezultat                                                                      | Data       |
| ----- | --------------------- | -------------------- | --------------------------------- | ----------------------------------------------------------------------------- | ---------- |
| Brąz  | Jełdos Smietow        | Judo                 | waga do 60 kg mężczyzn            | W pojedynku o brązowy medal pokonał reprezentanta Holandii Tornike Tsjakadoea | 24 lipca   |
| Brąz  | Igor Son              | Podnoszenie ciężarów | kategoria do 61 kg mężczyzn       | 294 kg                                                                        | 25 lipca   |
| Brąz  | Zulfija Czinszanło    | Podnoszenie ciężarów | kategoria do 55 kg kobiet         | 213 kg                                                                        | 26 lipca   |
| Brąz  | Kamszybiek Kunkabajew | Boks                 | waga superciężka mężczyzn         | W półfinale uległ reprezentantowi Stanów Zjednoczonych Richardowi Torrezowi   | 4 sierpnia |
| Brąz  | Sakien Bibosinow      | Boks                 | waga musza mężczyzn               | W półfinale uległ reprezentantowi Wielkiej Brytanii Galal Yafai               | 5 sierpnia |
| Brąz  | Nurisłam Sanajew      | Zapasy               | Waga do 57 kg mężczyzn styl wolny | W pojedynku o brązowy medal pokonał reprezentanta Bułgarii Georgija Wangełowa | 5 sierpnia |
| Brąz  | Darchan Asadiłow      | Karate               | kumite mężczyzn waga do 67 kg     | W półfinale uległ reprezentantowi Francji Steven Da Costa                     | 5 sierpnia |
| Brąz  | Sofja Bierulcewa      | Karate               | kumite kobiet waga powyżej 61 kg  | W półfinale uległa reprezentantce Egiptu Feryal Abdelaziz                     | 7 sierpnia |

## Skład kadry

### Boks
| Zawodnik              | Konkurencja               | 1/16             | 1/8              | Ćwierćfinał      | Półfinał         | Finał            | Finał   | Źródło |
| Zawodnik              | Konkurencja               | Przeciwnik Wynik | Przeciwnik Wynik | Przeciwnik Wynik | Przeciwnik Wynik | Przeciwnik Wynik | Miejsce | Źródło |
| --------------------- | ------------------------- | ---------------- | ---------------- | ---------------- | ---------------- | ---------------- | ------- | ------ |
| Sakien Bibosinow      | waga musza mężczyzn       | Rivera W 4-1     | Bennama W 5-0    | Escobar W 3-2    | Yafai P 2-3      | NQ               | brąz    | [ 4 ]  |
| Serik Temirjanow      | waga piórkowa mężczyzn    | Gálos W 5-0      | Regan P 0-5      | NQ               | NQ               | NQ               | 9.      | [ 5 ]  |
| Zakir Safiullin       | waga lekka mężczyzn       | Pezo W 5-0       | Narimatsu W w/o  | Garside P 2-3    | NQ               | NQ               | 5.      | [ 6 ]  |
| Abylaıhan Júsipov     | waga półśrednia mężczyzn  | Bye              | Johnson P 1-4    | NQ               | NQ               | NQ               | 9.      | [ 7 ]  |
| Äbylchan Amankuł      | waga średnia mężczyzn     | Bye              | Qahramonov W 5-0 | Conceição P 2-3  | NQ               | NQ               | 5.      | [ 8 ]  |
| Bekzad Nurdauletov    | waga półciężka mężczyzn   | Bye              | Chatajew P 1-4   | NQ               | NQ               | NQ               | 9.      | [ 9 ]  |
| Wasilij Lewit         | waga ciężka mężczyzn      | Bye              | Reyes P KO       | NQ               | NQ               | NQ               | 9.      | [ 10 ] |
| Kamszybiek Kunkabajew | waga superciężka mężczyzn | Bye              | Hafez W 5-0      | Wieriasow W 4-1  | Torrez P RSC     | NQ               | brąz    | [ 11 ] |
| Nadezhda Ryabets      | waga średnia kobiet       | Bye              | Thibeault P 1-4  | NQ               | NQ               | NQ               | 9.      | [ 12 ] |

### Gimnastyka
| Zawodnik     | Konkurencja                 | Kwalifikacje | Kwalifikacje | Kwalifikacje | Kwalifikacje | Kwalifikacje | Kwalifikacje | Kwalifikacje | Kwalifikacje | Finał    | Finał    | Finał    | Finał    | Finał    | Finał    | Finał  | Finał   | Źródło |
| Zawodnik     | Konkurencja                 | Przyrząd     | Przyrząd     | Przyrząd     | Przyrząd     | Przyrząd     | Przyrząd     | Razem        | Pozycja      | Przyrząd | Przyrząd | Przyrząd | Przyrząd | Przyrząd | Przyrząd | Razem  | Pozycja | Źródło |
| Zawodnik     | Konkurencja                 | F            | PH           | R            | V            | PB           | HB           | Razem        | Pozycja      | F        | PH       | R        | V        | PB       | HB       | Razem  | Pozycja | Źródło |
| ------------ | --------------------------- | ------------ | ------------ | ------------ | ------------ | ------------ | ------------ | ------------ | ------------ | -------- | -------- | -------- | -------- | -------- | -------- | ------ | ------- | ------ |
| Milad Karimi | wielobój indywidualnie      | 14,766       | 11,900       | 13,300       | 14,433       | 13,400       | 14,766       | 82,565       | 25.          | 15,033   | 13,266   | 12,866   | 14,066   | 13,966   | 13,333   | 82,530 | 14.     | [ 13 ] |
| Milad Karimi | ćwiczenia wolne             | 14,766       | N/A          | N/A          | N/A          | N/A          | N/A          | 14,766       | 8.           | 14,133   | N/A      | N/A      | N/A      | N/A      | N/A      | 14,133 | 5.      | [ 13 ] |
| Milad Karimi | ćwiczenia na poręczach      | N/A          | N/A          | N/A          | N/A          | 13,400       | N/A          | 13,400       | 57.          | NQ       | NQ       | NQ       | NQ       | NQ       | NQ       | NQ     | 57.     | [ 13 ] |
| Milad Karimi | ćwiczenia na drążku         | N/A          | N/A          | N/A          | N/A          | N/A          | 14,766       | 14,766       | 2.           | N/A      | N/A      | N/A      | N/A      | N/A      | 11,266   | 11,266 | 8.      | [ 13 ] |
| Milad Karimi | ćwiczenia na koniu z łękami | N/A          | 11,900       | N/A          | N/A          | N/A          | N/A          | 11,900       | 68.          | NQ       | NQ       | NQ       | NQ       | NQ       | NQ       | NQ     | 68.     | [ 13 ] |
| Milad Karimi | ćwiczenia na kółkach        | N/A          | N/A          | 13,300       | N/A          | N/A          | N/A          | 13,300       | 49.          | NQ       | NQ       | NQ       | NQ       | NQ       | NQ       | NQ     | 49.     | [ 13 ] |
| Milad Karimi | skok                        | N/A          | N/A          | N/A          | 13,866       | N/A          | N/A          | 13,866       | 17.          | NQ       | NQ       | NQ       | NQ       | NQ       | NQ       | NQ     | 17.     | [ 13 ] |

### Gimnastyka artystyczna
| Zawodniczka      | Konkurencja            | Eliminacje | Eliminacje | Eliminacje | Eliminacje | Eliminacje | Finał  | Finał | Finał   | Finał   | Finał | Pozycja | Źródło |
| Zawodniczka      | Konkurencja            | Obręcz     | Piłka      | Maczugi    | Skakanka   | Razem      | Obręcz | Piłka | Maczugi | Wstążka | Razem | Pozycja | Źródło |
| ---------------- | ---------------------- | ---------- | ---------- | ---------- | ---------- | ---------- | ------ | ----- | ------- | ------- | ----- | ------- | ------ |
| Alina Adilhanova | wielobój indywidualnie | 20,550     | 22,450     | 22,200     | 18,600     | 83,800     | NQ     | NQ    | NQ      | NQ      | NQ    | 21.     | [ 14 ] |

### Judo
| Zawodnik                | Konkurencja | 1/32             | 1/16                  | 1/8                | Ćwierćfinał         | Półfinał         | Repasaże         | Finał / 3.miejsce  | Finał / 3.miejsce | Źródła |
| Zawodnik                | Konkurencja | Przeciwnik Wynik | Przeciwnik Wynik      | Przeciwnik Wynik   | Przeciwnik Wynik    | Przeciwnik Wynik | Przeciwnik Wynik | Przeciwnik Wynik   | Pozycja           | Źródła |
| ----------------------- | ----------- | ---------------- | --------------------- | ------------------ | ------------------- | ---------------- | ---------------- | ------------------ | ----------------- | ------ |
| Jełdos Smietow          | -60 kg (m)  | N/A              | Bye                   | Akkuş P 000-101    | Kim Won-jin W 10-00 | Takatō P 00-01   | N/A              | Tsjakadoea W 01-00 | brąz              | [ 15 ] |
| Jerłan Serykżanow       | -66 kg (m)  | N/A              | Səfərov W 01-00       | Lombardo P 00-10   | NQ                  | NQ               | NQ               | NQ                 | 9.                | [ 16 ] |
| Żansaj Smagułow         | -73 kg (m)  | N/A              | Karapetyanə W 01-00   | Margelidon P 01-10 | NQ                  | NQ               | NQ               | NQ                 | 9.                | [ 17 ] |
| Didar Chamza            | -81 kg (m)  | N/A              | Sa’id Mollaji P 00-10 | NQ                 | NQ                  | NQ               | NQ               | NQ                 | 17.               | [ 18 ] |
| Isłam Bozbajew          | -90 kg (m)  | Macedo W 00-10   | Mehdiyev P 00-01      | NQ                 | NQ                  | NQ               | NQ               | NQ                 | 17.               | [ 19 ] |
| Galbadrachyn Otgonceceg | -48 kg (k)  | N/A              | Li Yanan P 00-10      | NQ                 | NQ                  | NQ               | NQ               | NQ                 | 17.               | [ 20 ] |

### Kajakarstwo
| Zawodnik                            | Konkurencja    | Eliminacje | Eliminacje | Ćwierćfinały | Ćwierćfinały | Półfinały | Półfinały | Finał A/B | Finał A/B  | Pozycja | Źródło |
| Zawodnik                            | Konkurencja    | Czas       | Pozycja    | Czas         | Pozycja      | Czas      | Pozycja   | Czas      | Pozycja    | Pozycja | Źródło |
| ----------------------------------- | -------------- | ---------- | ---------- | ------------ | ------------ | --------- | --------- | --------- | ---------- | ------- | ------ |
| Sergej Emalianow                    | C-1 1000 m (m) | 4:16,039   | 5.         | 4:21,734     | 4.           | NQ        | NQ        | NQ        | NQ         | NQ      | [ 21 ] |
| Sergej Emalianow Timofej Emalianow  | C-2 1000 m (m) | 3:49,079   | 4.         | 3:55,157     | 4.           |           |           | 3:32,873  | 4. Finał B | 12.     | [ 21 ] |
| Natalia Sergeeva                    | K-1 200 m (k)  | 46,657     | 6.         | 46,736       | 7.           | NQ        | NQ        | NQ        | NQ         | NQ      | [ 21 ] |
| Natalia Sergeeva                    | K-1 500 m (k)  | 2:01,374   | 7.         | 1:55,776     | 6.           | NQ        | NQ        | NQ        | NQ         | NQ      | [ 21 ] |
| Margarita Torlopova                 | C-1 200 m (k)  | 49,721     | 6.         | 49,051       | 7.           | NQ        | NQ        | NQ        | NQ         | NQ      | [ 21 ] |
| Margarita Torlopova Svetlana Ussova | C-2 500 m (k)  | 2:09,024   | 5.         | 2:06,179     | 4.           | N/A       | N/A       | 2:04,859  | 4. Finał B | 12.     | [ 21 ] |

### Kajakarstwo górskie
| Zawodnik             | Konkurencja | Eliminacje | Eliminacje | Eliminacje | Eliminacje | Eliminacje | Eliminacje | Półfinały | Półfinały | Finał | Finał   | Pozycja | Źródło |
| Zawodnik             | Konkurencja | P 1        | M.         | P 2        | M.         | Razem      | M.         | Czas      | Miejsce   | Czas  | Miejsce | Pozycja | Źródło |
| -------------------- | ----------- | ---------- | ---------- | ---------- | ---------- | ---------- | ---------- | --------- | --------- | ----- | ------- | ------- | ------ |
| Alexandr Kulikow     | C-1 (m)     | 109,95     | 13         | 107,43     | 14.        | 107,43     | 15.        | 110,23    | 12        | NQ    | NQ      | 12.     | [ 22 ] |
| Jekatierina Smirnowa | K-1 (k)     | 180,46     | 25.        | 135,25     | 23.        | 135,25     | 25.        | NQ        | NQ        | NQ    | NQ      | 25.     | [ 22 ] |

### Karate
| Zawodnik           | Konkurencja            | Faza grupowa     | Faza grupowa     | Faza grupowa     | Faza grupowa     | Faza grupowa | Półfinały        | Finał            | Finał   | Źródło                                    |
| Zawodnik           | Konkurencja            | Przeciwnik Wynik | Przeciwnik Wynik | Przeciwnik Wynik | Przeciwnik Wynik | Pozycja      | Przeciwnik Wynik | Przeciwnik Wynik | Pozycja | Źródło                                    |
| ------------------ | ---------------------- | ---------------- | ---------------- | ---------------- | ---------------- | ------------ | ---------------- | ---------------- | ------- | ----------------------------------------- |
| Darchan Asadiłow   | do 67 kg mężczyzn      | Şamdan 6:2       | Farzaliyev 6:2   | Sago 3:0         | Ali El-Sawy 3:1  | 1.           | Da Costa 2:5     | NQ               | brąz    | [ 23 ] [ 24 ] [ 25 ] [ 26 ] [ 27 ] [ 28 ] |
| Nurkanat Azhikanov | do 75 kg mężczyzn      | Yahiro 6:3       | Bitsch 3:3       | Busà 2:0         | Ağayev 2:3       | 4.           | NQ               | NQ               | 7.      | [ 29 ] [ 30 ] [ 31 ] [ 32 ] [ 33 ]        |
| Daniyar Yuldashev  | powyżej 75 kg mężczyzn | Horne 4:4        | Araga 2:4        | Aktaş 11:3       | Arkania 1:3      | 4.           | NQ               | NQ               | 7.      | [ 34 ] [ 35 ] [ 36 ] [ 37 ] [ 38 ]        |
| Moldir Zhangbyrbay | do 55 kg kobiet        | Sayed 7:2        | Plank 4:3        | Terluha 4:4      | Miyahara 2:11    | 4.           | NQ               | NQ               | 7.      | [ 39 ] [ 40 ] [ 41 ] [ 42 ] [ 43 ]        |
| Sofja Bierulcewa   | powyżej 61 kg kobiet   | Hocaoğlu 5:5     | Semeraro 5:1     | Zaretska 5:4     | Uekusa 1:5       | 2.           | Abdelaziz 4:5    | NQ               | brąz    | [ 44 ] [ 45 ] [ 46 ] [ 47 ] [ 48 ] [ 49 ] |

### Kolarstwo

#### Kolarstwo szosowe
| Zawodnik         | Konkurencja                    | Czas       | Pozycja | Źródło |
| ---------------- | ------------------------------ | ---------- | ------- | ------ |
| Dmitrij Gruzdiew | wyścig ze startu wspólnego (m) | DNF        | DNF     | [ 50 ] |
| Wadim Pronski    | wyścig ze startu wspólnego (m) | DNF        | DNF     | [ 50 ] |
| Aleksiej Łucenko | 6:11:46                        | 21.        |         | [ 50 ] |
| Aleksiej Łucenko | jazda indywidualna na czas (m) | 1:02:21,67 | 32.     | [ 50 ] |

#### Kolarstwo torowe
Sprint
| Zawodnik          | Konkurencja       | Kwalifikacje  | Kwalifikacje    | Runda 1 | Repasaże 1 Runda | Runda 2         | Repasaże 2 Runda | Runda 3         | Repasaże 3 Runda | Ćwierćfinały    | Półfinały       | Finał           | Finał   | Źródło |
| Zawodnik          | Konkurencja       | Czas Prędkość | Przeciwnik Czas | Pozycja | Przeciwnik Czas  | Przeciwnik Czas | Przeciwnik Czas  | Przeciwnik Czas | Przeciwnik Czas  | Przeciwnik Czas | Przeciwnik Czas | Przeciwnik Czas | Pozycja | Źródło |
| ----------------- | ----------------- | ------------- | --------------- | ------- | ---------------- | --------------- | ---------------- | --------------- | ---------------- | --------------- | --------------- | --------------- | ------- | ------ |
| Sergey Ponomaryov | indywidualnie (m) | 9,932 72,493  | 29.             | NQ      | NQ               | NQ              | NQ               | NQ              | NQ               | NQ              | NQ              | NQ              | 29.     | [ 51 ] |

Keirin
| Zawodnik          | Konkurencja | Runda 1 | Repesaż | Ćwierćfinał | Półfinał | Finał   | Pozycja | Źródło |
| Zawodnik          | Konkurencja | Miejsce | Miejsce | Miejsce     | Miejsce  | Miejsce | Pozycja | Źródło |
| ----------------- | ----------- | ------- | ------- | ----------- | -------- | ------- | ------- | ------ |
| Sergey Ponomaryov | mężczyźni   | DNF     | 3.      | NQ          | NQ       | NQ      | 19.     | [ 51 ] |

Omnium
| Zawodnik        | Konkurencja | Scratch | Scratch | Wyścig tempowy | Wyścig tempowy   | Wyścig tempowy | Wyścig eliminacyjny | Wyścig eliminacyjny | Wyścig punktowy | Wyścig punktowy | Wyścig punktowy | Suma punktów | Pozycja | Źródło |
| Zawodnik        | Konkurencja | Miejsce | Punkty  | Miejsce        | Punkty wyścigowe | Punkty         | Miejsce             | Punkty              | Sprint          | Okrążenia       | Miejsce         | Suma punktów | Pozycja | Źródło |
| --------------- | ----------- | ------- | ------- | -------------- | ---------------- | -------------- | ------------------- | ------------------- | --------------- | --------------- | --------------- | ------------ | ------- | ------ |
| Artiom Zacharow | mężczyźni   | 4.      | 34      | 15.            | 1                | 12             | 13.                 | 16                  |                 |                 | 15.             | 62           | 14.     | [ 51 ] |

### Lekkoatletyka
Konkurencje biegowe
| Zawodnik         | Konkurencja       | Eliminacje | Eliminacje | Półfinał | Półfinał | Finał   | Finał   | Źródło |
| Zawodnik         | Konkurencja       | Wynik      | Miejsce    | Wynik    | Miejsce  | Wynik   | Miejsce | Źródło |
| ---------------- | ----------------- | ---------- | ---------- | -------- | -------- | ------- | ------- | ------ |
| Mikhail Litvin   | 400 m (m)         | 47,15      | 7.         | NQ       | NQ       | NQ      | NQ      | [ 52 ] |
| Gieorgij Szejko  | chód na 20 km (m) | N/A        | N/A        | N/A      | N/A      | 1:28:38 | 39.     | [ 53 ] |
| Olga Safronowa   | 200 m (k)         | 23,64      | 6.         | NQ       | NQ       | NQ      | NQ      | [ 54 ] |
| Żanna Mamażanowa | maraton (k)       | N/A        | N/A        | N/A      | N/A      | 2:37:42 | 46.     | [ 55 ] |
| Ayman Ratova     | chód na 20 km (k) | N/A        | N/A        | N/A      | N/A      | 1:40:02 | 42.     | [ 56 ] |

Konkurencje techniczne
| Zawodnik              | Konkurencja    | Kwalifikacje | Kwalifikacje | Finał | Finał   | Źródło |
| Zawodnik              | Konkurencja    | Wynik        | Miejsce      | Wynik | Miejsce | Źródło |
| --------------------- | -------------- | ------------ | ------------ | ----- | ------- | ------ |
| Nadieżda Dubowicka    | skok wzwyż (k) | 1,86         | 28.          | NQ    | NQ      | [ 57 ] |
| Kristina Owczinnikowa | skok wzwyż (k) | 1,86         | 28.          | NQ    | NQ      | [ 57 ] |
| Olga Rypakowa         | trójskok (k)   | 13,69        | 24.          | NQ    | NQ      | [ 58 ] |
| Marija Owczinnikowa   | trójskok (k)   | 13,34        | 26.          | NQ    | NQ      | [ 58 ] |
| Irina Ektowa          | trójskok (k)   | 12,90        | 31.          | NQ    | NQ      | [ 58 ] |

### Łucznictwo
| Zawodnik                                   | Konkurencja       | Runda rankingowa | Runda rankingowa | 1/32              | 1/16             | 1/8              | Ćwierćfinały     | Półfinały        | Finał            | Finał   | Źródło               |
| Zawodnik                                   | Konkurencja       | Wynik            | Miejsce          | Przeciwnik Wynik  | Przeciwnik Wynik | Przeciwnik Wynik | Przeciwnik Wynik | Przeciwnik Wynik | Przeciwnik Wynik | Pozycja | Źródło               |
| ------------------------------------------ | ----------------- | ---------------- | ---------------- | ----------------- | ---------------- | ---------------- | ---------------- | ---------------- | ---------------- | ------- | -------------------- |
| Denis Gańkin                               | indywidualnie (m) | 669              | 9.               | Tolba W 6-4       | Nespoli P 2-6    | NQ               | NQ               | NQ               | NQ               | 17.     | [ 59 ] [ 60 ] [ 61 ] |
| Ilfat Abdullin                             | indywidualnie (m) | 657              | 27.              | Woodgate W 7-3    | Wijler W 6-4     | Li Jialun P 5-6  | NQ               | NQ               | NQ               | 9.      | [ 59 ] [ 60 ] [ 61 ] |
| Sanżar Musajew                             | indywidualnie (m) | 647              | 52.              | Wang Dapeng P 4-6 | NQ               | NQ               | NQ               | NQ               | NQ               | 33.     | [ 59 ] [ 60 ] [ 61 ] |
| Denis Gańkin Ilfat Abdullin Sanżar Musajew | drużynowo (m)     | 1973             | 8.               | N/A               | N/A              | Indie · P 2-6    | NQ               | NQ               | NQ               | 9.      | [ 62 ] [ 63 ]        |

### Pięciobój nowoczesny
| Zawodnik         | Konkurencja | Szermierka      | Szermierka | Szermierka | Pływanie | Pływanie | Pływanie | Jazda konna | Jazda konna | Kombinacja: strzelanie/bieg przełajowy | Kombinacja: strzelanie/bieg przełajowy | Kombinacja: strzelanie/bieg przełajowy | Suma punktów | Pozycja | Źródło |
| Zawodnik         | Konkurencja | Wynik (wygrane) | M.         | Punkty     | Czas     | M.       | Punkty   | M.          | Punkty      | Czas                                   | M.                                     | Punkty                                 | Suma punktów | Pozycja | Źródło |
| ---------------- | ----------- | --------------- | ---------- | ---------- | -------- | -------- | -------- | ----------- | ----------- | -------------------------------------- | -------------------------------------- | -------------------------------------- | ------------ | ------- | ------ |
| Yelena Potapenko | kobiety     | 20              | 6.         | 222        | 2:13,99  | 14.      | 283      | 16.         | 289         | 12:52,37                               | 21.                                    | 528                                    | 1322         | 13.     | [ 64 ] |
| Pavel Ilyashenko | mężczyźni   | 15              | 28.        | 191        | 02:06,99 | 31.      | 297      | 28.         | 270         | 12:10,28                               | 35.                                    | 570                                    | 1328         | 29.     | [ 65 ] |

### Piłka wodna
- Reprezentacja mężczyzn

| - Madihan Mahmetov - Evgenii Medvedev - Miras Aýbakirov - Dušan Marković - Aleksei Szmider - Danil Artiýh - Mýrat Szakenov |  | - Srђan Výksanovıћ - Rýstam Ýkýmanov - Mıhail Rýdai - Altai Aĺtaev - Stanislav Szvedov - Pavel Lipilin |

| Drużyna    | Konkurencja      | Faza grupowa     | Faza grupowa     | Faza grupowa     | Faza grupowa     | Faza grupowa     | Faza grupowa | Ćwierćfinały     | Półfinały        | Finał mecz o 3. miejsce | Pozycja | Źródło |
| Drużyna    | Konkurencja      | Przeciwnik Wynik | Przeciwnik Wynik | Przeciwnik Wynik | Przeciwnik Wynik | Przeciwnik Wynik | Pozycja      | Przeciwnik Wynik | Przeciwnik Wynik | Przeciwnik Wynik        | Pozycja | Źródło |
| ---------- | ---------------- | ---------------- | ---------------- | ---------------- | ---------------- | ---------------- | ------------ | ---------------- | ---------------- | ----------------------- | ------- | ------ |
| Kazachstan | turniej mężczyzn | Chorwacja 7:23   | Serbia 5:19      | Hiszpania 4:16   | Czarnogóra 12:19 | Australia 7:15   | 6.           | NQ               | NQ               | NQ                      | 11.     | [ 66 ] |

### Pływanie
| Zawodnik          | Konkurencja           | Eliminacje | Eliminacje | Półfinał | Półfinał | Finał     | Finał   | Źródło        |
| Zawodnik          | Konkurencja           | Czas       | Miejsce    | Czas     | Miejsce  | Czas      | Miejsce | Źródło        |
| ----------------- | --------------------- | ---------- | ---------- | -------- | -------- | --------- | ------- | ------------- |
| Dmitrij Bałandin  | 100 m klasycznym (m)  | 59,75      | 17.        | NQ       | NQ       | NQ        | NQ      | [ 67 ]        |
| Dmitrij Bałandin  | 200 m klasycznym (m)  | 2:08,99    | 7.         | 2:09,22  | 11.      | NQ        | NQ      | [ 68 ] [ 69 ] |
| Vitaliy Khudyakov | 10 km (m)             | N/A        | N/A        | N/A      | N/A      | 1:57:53,7 | 21.     | [ 70 ]        |
| Diana Nazarova    | 100 m grzbietowym (k) | 1:06,99    | 40.        | NQ       | NQ       | NQ        | NQ      | [ 71 ]        |

### Pływanie synchroniczne
| Zawodnik                              | Konkurencja | Eliminacje       | Eliminacje    | Eliminacje | Eliminacje | Finał            | Finał         | Finał  | Finał   | Źródło        |
| Zawodnik                              | Konkurencja | Runda techniczna | Runda dowolna | Razem      | Miejsce    | Runda techniczna | Runda dowolna | Razem  | Miejsce | Źródło        |
| Zawodnik                              | Konkurencja | Punkty           | Punkty        | Punkty     | Miejsce    | Punkty           | Punkty        | Punkty | Miejsce | Źródło        |
| ------------------------------------- | ----------- | ---------------- | ------------- | ---------- | ---------- | ---------------- | ------------- | ------ | ------- | ------------- |
| Aleksandra Niemicz Jekaterina Niemicz | Duety       | 83,8687          | 83,2338       | 167,1005   | 16.        | NQ               | NQ            | NQ     | 16.     | [ 72 ] [ 73 ] |

### Podnoszenie ciężarów
| Zawodnik          | Konkurencja     | Rwanie | Rwanie  | Podrzut | Podrzut | Razem  | Pozycja | Źródło |
| Zawodnik          | Konkurencja     | Wynik  | Pozycja | Wynik   | Pozycja | Razem  | Pozycja | Źródło |
| ----------------- | --------------- | ------ | ------- | ------- | ------- | ------ | ------- | ------ |
| Igor Son          | -61 kg mężczyzn | 131 kg | 4.      | 163 kg  | 3.      | 294 kg | brąz    | [ 74 ] |
| Zulfija Czinsznło | -55 kg kobiet   | 90 kg  | 7.      | 123 kg  | 3.      | 213 kg | brąz    | [ 74 ] |

### Strzelectwo
| Zawodnik        | Konkurencja                         | Kwalifikacje | Kwalifikacje | Finał | Finał   | Źródło        |
| Zawodnik        | Konkurencja                         | Wynik        | Pozycja      | Wynik | Pozycja | Źródło        |
| --------------- | ----------------------------------- | ------------ | ------------ | ----- | ------- | ------------- |
| Jurij Jurkow    | karabin pneumatyczny (m)            | 621,9        | 36.          | NQ    | NQ      | [ 75 ]        |
| Jurij Jurkow    | karabin małokalibrowy 3 postawy (m) | 1172-60x     | 14.          | NQ    | NQ      | [ 76 ]        |
| Zoya Kravchenko | skeet (k)                           | 113          | 22.          | NQ    | NQ      | [ 77 ] [ 78 ] |
| Assem Orynbay   | skeet (k)                           | 111          | 26.          | NQ    | NQ      | [ 77 ] [ 78 ] |

### Szermierka
| Zawodnik        | Konkurencja              | 1/32             | 1/16             | 1/8              | Ćwierćfinały     | Półfinały        | Finał/o 3. miejsce | Finał/o 3. miejsce | Źródło |
| Zawodnik        | Konkurencja              | Przeciwnik Wynik | Przeciwnik Wynik | Przeciwnik Wynik | Przeciwnik Wynik | Przeciwnik Wynik | Przeciwnik Wynik   | Pozycja            | Źródło |
| --------------- | ------------------------ | ---------------- | ---------------- | ---------------- | ---------------- | ---------------- | ------------------ | ------------------ | ------ |
| Rusłan Kurbanow | szpada indywidualnie (m) | Bye              | Fischera W 15-7  | Yamada P 8-15    | NQ               | NQ               | NQ                 | 12.                | [ 79 ] |

### Taekwondo
| Zawodnik        | Konkurencja     | 1/8              | Ćwierćfinał       | Półfinał         | Repesaż          | Finał/3.miejsce  | Finał/3.miejsce | Źródło |
| Zawodnik        | Konkurencja     | Przeciwnik Wynik | Przeciwnik Wynik  | Przeciwnik Wynik | Przeciwnik Wynik | Przeciwnik Wynik | Pozycja         | Źródło |
| --------------- | --------------- | ---------------- | ----------------- | ---------------- | ---------------- | ---------------- | --------------- | ------ |
| Ruslan Zhaparov | +80 kg mężczyzn | Bachmann W 11-7  | In Kyo-don P 2-10 | NQ               | NQ               | NQ               | 9.              | [ 80 ] |
| Cansel Deniz    | +67 kg kobiet   | Osipowa W 10-9   | Walkden P 7-17    | NQ               | NQ               | NQ               | 9.              | [ 81 ] |

### Tenis stołowy
| Zawodnik            | Konkurencja        | Eliminacje       | Runda 1          | Runda 2          | Runda 3          | 1/8 finału       | Ćwierćfinały     | Półfinały        | Finał            | Finał   | Źródło |
| Zawodnik            | Konkurencja        | Przeciwnik Wynik | Przeciwnik Wynik | Przeciwnik Wynik | Przeciwnik Wynik | Przeciwnik Wynik | Przeciwnik Wynik | Przeciwnik Wynik | Przeciwnik Wynik | Pozycja | Źródło |
| ------------------- | ------------------ | ---------------- | ---------------- | ---------------- | ---------------- | ---------------- | ---------------- | ---------------- | ---------------- | ------- | ------ |
| Kirill Gerassimenko | gra pojedyncza (m) | N/A              | N/A              | Jančařík W 4-3   | Boll P 1-4       | NQ               | NQ               | NQ               | NQ               | 17.     | [ 82 ] |
| Anastassiya Lavrova | gra pojedyncza (k) | N/A              | Xiao P 1-4       | NQ               | NQ               | NQ               | NQ               | NQ               | NQ               | 49.     | [ 83 ] |

### Tenis ziemny
| Zawodnik                             | Konkurencja | Pierwsza runda                     | Druga runda                           | Trzecia runda                        | Ćwierćfinały              | Półfinały                    | Finał                           | Finał   | Źródło |
| Zawodnik                             | Konkurencja | Przeciwnik Wynik                   | Przeciwnik Wynik                      | Przeciwnik Wynik                     | Przeciwnik Wynik          | Przeciwnik Wynik             | Przeciwnik Wynik                | Pozycja | Źródło |
| ------------------------------------ | ----------- | ---------------------------------- | ------------------------------------- | ------------------------------------ | ------------------------- | ---------------------------- | ------------------------------- | ------- | ------ |
| Michaił Kukuszkin                    | singiel (m) | Coria W 2-0 (7:6, 7:5)             | Iwaszka P 1-2 (7:6, 3:6, 3:6)         | NQ                                   | NQ                        | NQ                           | NQ                              | 17.     | [ 84 ] |
| Aleksandr Bublik                     | singiel (m) | Miedwiediew P 2-0 (4:6, 5:7)       | NQ                                    | NQ                                   | NQ                        | NQ                           | NQ                              | 33.     | [ 84 ] |
| Aleksandr Bublik Andriej Gołubiew    | debel (m)   | N/A                                | Chardy Monfils P 1-2 (7:6, 6:7, 7:10) | NQ                                   | NQ                        | NQ                           | NQ                              | 17.     | [ 85 ] |
| Jelena Rybakina                      | singiel (k) | Stosur W 2-0 (6:4, 6:2)            | Peterson W 2-0 (6:2, 6:3)             | Vekić W 2-0 (7:6, 6:4)               | Muguruza W 2-0 (7:5, 6:1) | Bencic P 1-2 (6:7, 6:4, 3:6) | Switolina P 1-2 (6:1, 6:7, 4:6) | 4.      | [ 86 ] |
| Zarina Dijas                         | singiel (k) | Krejčíková P (2:5, krecz)          | NQ                                    | NQ                                   | NQ                        | NQ                           | NQ                              | 33.     | [ 86 ] |
| Jarosława Szwiedowa                  | singiel (k) | Tomljanović P 0-2 (5:7, 2:3 krecz) | NQ                                    | NQ                                   | NQ                        | NQ                           | NQ                              | 33.     | [ 86 ] |
| Julija Putincewa                     | singiel (k) | Podoroska P 0-2 (6:7, 3:6)         | NQ                                    | NQ                                   | NQ                        | NQ                           | NQ                              | 33.     | [ 86 ] |
| Jarosława Szwiedowa Andriej Gołubiew | mikst       | N/A                                | N/A                                   | Shibahara McLachlan P 0-2 (3:6, 6:7) | NQ                        | NQ                           | NQ                              | 9.      | [ 87 ] |

### Wioślarstwo
| Zawodnik           | Konkurencja | Eliminacje | Eliminacje | Repasaż | Repasaż | Ćwierćfinały | Ćwierćfinały | Półfinały            | Półfinały | Finał           | Finał | Miejsce | Źródło |
| Zawodnik           | Konkurencja | Czas       | M.         | Czas    | M.      | Czas         | M.           | Czas                 | M.        | Czas            | M.    | Miejsce | Źródło |
| ------------------ | ----------- | ---------- | ---------- | ------- | ------- | ------------ | ------------ | -------------------- | --------- | --------------- | ----- | ------- | ------ |
| Władisław Jakowlew | M1x         | 7:10,08    | 3.         | N/A     | N/A     | 7:39,47      | 6.           | 7:03,53 Półfinał C/D | 5.        | 7:03,37 Finał D | 1.    | 19.     | [ 88 ] |

### Wspinaczka sportowa
| Zawodnik          | Konkurencja | Kwalifikacje           | Kwalifikacje | Kwalifikacje | Kwalifikacje | Kwalifikacje | Finał                  | Finał      | Finał       | Finał  | Pozycja | Źródło        |
| Zawodnik          | Konkurencja | Wyniki                 | Wyniki       | Wyniki       | Punkty       | Miejsce      | Wyniki                 | Wyniki     | Wyniki      | Punkty | Pozycja | Źródło        |
| Zawodnik          | Konkurencja | Wspinaczka na szybkość | Bouldering   | Prowadzenie  | Punkty       | Miejsce      | Wspinaczka na szybkość | Bouldering | Prowadzenie | Punkty | Pozycja | Źródło        |
| ----------------- | ----------- | ---------------------- | ------------ | ------------ | ------------ | ------------ | ---------------------- | ---------- | ----------- | ------ | ------- | ------------- |
| Riszat Chajbullin | mężczyźni   | 4                      | 17           | 13           | 884          | 11.          | NQ                     | NQ         | NQ          | NQ     | 11.     | [ 89 ] [ 90 ] |

### Zapasy
| Zawodnik            | Konkurencja                    | Kwalifikacje     | 1/8                 | Ćwierćfinał      | Półfinał         | Repesaż 1        | Finał               | Finał   | Źródło  |
| Zawodnik            | Konkurencja                    | Przeciwnik Wynik | Przeciwnik Wynik    | Przeciwnik Wynik | Przeciwnik Wynik | Przeciwnik Wynik | Przeciwnik Wynik    | Pozycja | Źródło  |
| ------------------- | ------------------------------ | ---------------- | ------------------- | ---------------- | ---------------- | ---------------- | ------------------- | ------- | ------- |
| Mejrambek Ajnagułow | -60 kg mężczyzn styl klasyczny | N/A              | Szarszenbekow P 0-7 | NQ               | NQ               | NQ               | NQ                  | 16.     | [ 91 ]  |
| Demeu Żadyrajew     | -77 kg mężczyzn styl klasyczny | N/A              | Yabiku P 3-5        | NQ               | NQ               | NQ               | NQ                  | 9.      | [ 92 ]  |
| Nursułtan Tursynow  | -87 kg mężczyzn styl klasyczny | N/A              | Kudla P 1-4         | NQ               | NQ               | NQ               | NQ                  | 14.     | [ 93 ]  |
| Artas Sanaa         | -57 kg mężczyzn styl wolny     | N/A              | Fafé W 7-0          | Takahashi W 4-4  | Kumar P 9-7      | N/A              | Wangełow W 5-1      | brąz    | [ 94 ]  |
| Daulet Nijazbiekow  | -65 kg mężczyzn styl wolny     | N/A              | Valdés W 21-11      | Əliyev P 1-9     | NQ               | Diatta W 10-0    | Kumar P 0-8         | 5.      | [ 95 ]  |
| Danijar Kajsanow    | -74 kg mężczyzn styl wolny     | N/A              | Otoguro W 2-2       | Husajn W 8-5     | Sidakow P 0-11   | N/A              | Abduraxmonov P 2-13 | 5.      | [ 96 ]  |
| Aliszer Jergali     | -97 kg mężczyzn styl wolny     | N/A              | Fardj W W/O         | Karadeniz P 7-8  | NQ               | NQ               | NQ                  | 7.      | [ 97 ]  |
| Jusup Batyrmurzajew | -125 kg mężczyzn styl wolny    | N/A              | Cudinovic P 10-2    | NQ               | NQ               | NQ               | NQ                  | 12.     | [ 98 ]  |
| Walentina Isłamowa  | -50 kg kobiet styl wolny       | N/A              | Yépez P 9-6         | NQ               | NQ               | NQ               | NQ                  | 11.     | [ 99 ]  |
| Tatjana Bakatiuk    | -53 kg kobiet styl wolny       | N/A              | Zasina P 2-3        | NQ               | NQ               | NQ               | NQ                  | 12.     | [ 100 ] |
| Elmira Syzdykowa    | -76 kg kobiet styl wolny       | N/A              | Kyzy P 1-8          | NQ               | NQ               | NQ               | NQ                  | 13.     | [ 101 ] |